# Lac de Bled
Pour les articles homonymes, voir Bled.
Le lac de Bled (en slovène : Blejsko jezero ; en allemand : Veldeser See) est un lac d'origine glaciaire en Slovénie. Situé dans la région de Haute-Carniole à 55 kilomètres au nord-ouest du centre de la capitale Ljubljana, en bordure orientale des Alpes juliennes, c'est l'une des principales destinations touristiques du pays.

## Géographie

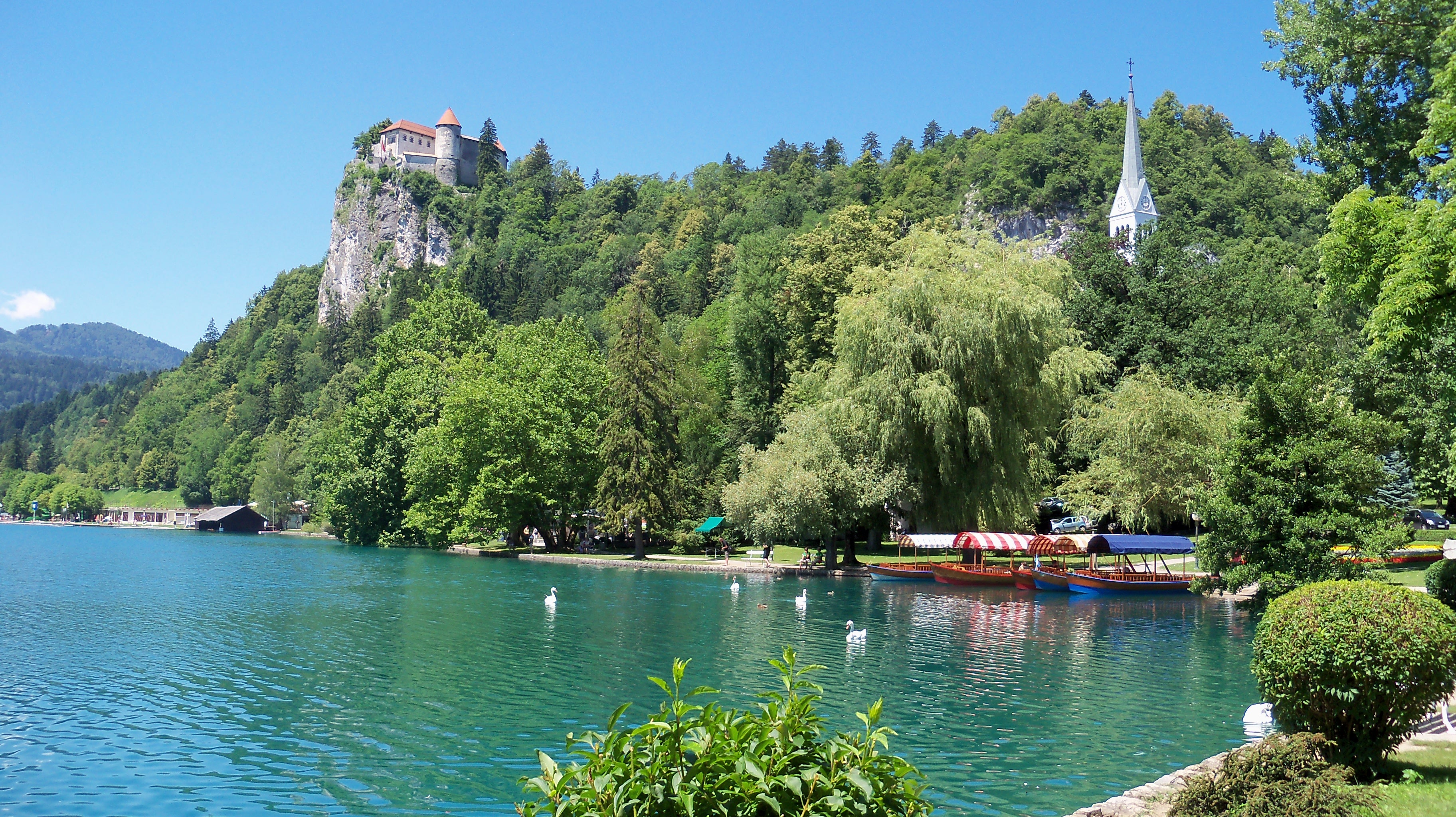
La baie de Bled.

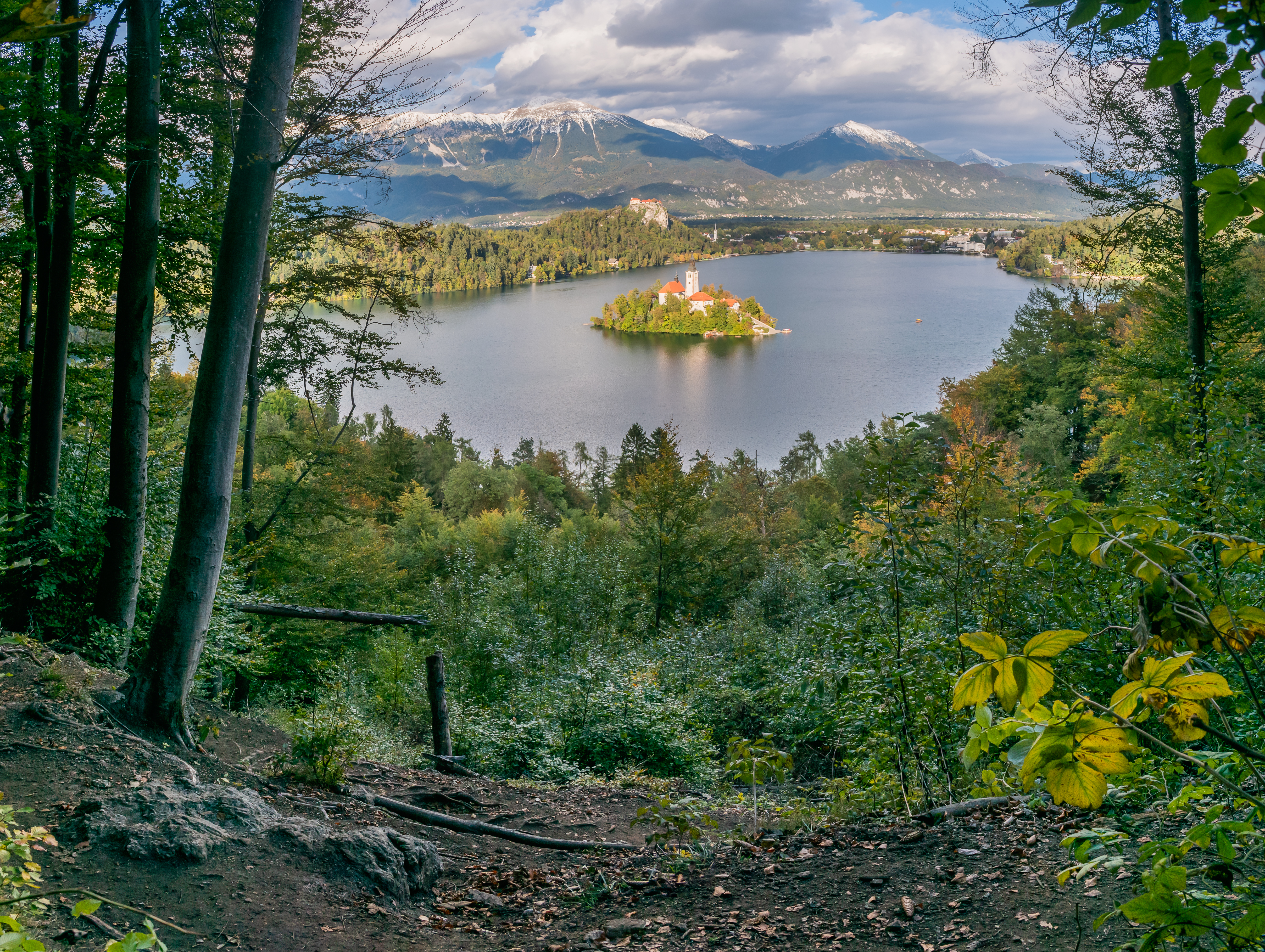
Le lac de bled avec l'île au milieu. Octobre 2021.

Le lac se trouve au pied du plateau de Pokljuka près du débouché de la vallée de Bohinj, à une altitude de 475 mètres. Ses berges sont largement aménagées : il est bordé à l'est par la station climatique de Bled, et son château médiéval (XIe siècle) qui domine le lac au sommet d'une falaise de 130 mètres. On trouve à proximité de nombreux hôtels, dont l'ancienne résidence de vacances de Josip Broz Tito transformée en hôtel de luxe.
Le lac est de dimension réduite, 2 120 mètres de long sur 1 380 mètres de large au maximum, pour une superficie de 145 hectares. La température d'eau est douce, présentant des moyennes de 25 °C en été. D'une profondeur de 30 mètres maximum, il encercle la seule île du pays, l'île de Bled (Blejski otok), connue pour son église Sainte-Marie du XVIIe siècle, construite sur un lieu de culte païen des premiers Slaves. On trouve encore sur l'île des tombes allant du IXe au XIe siècle.
Des barques typiques (pletne) qui ressemblent à des gondoles permettent de rejoindre l'îlot. Le lac a été à plusieurs reprises (1966, 1979, 1989 et 2011) le théâtre de championnats du monde d'aviron.

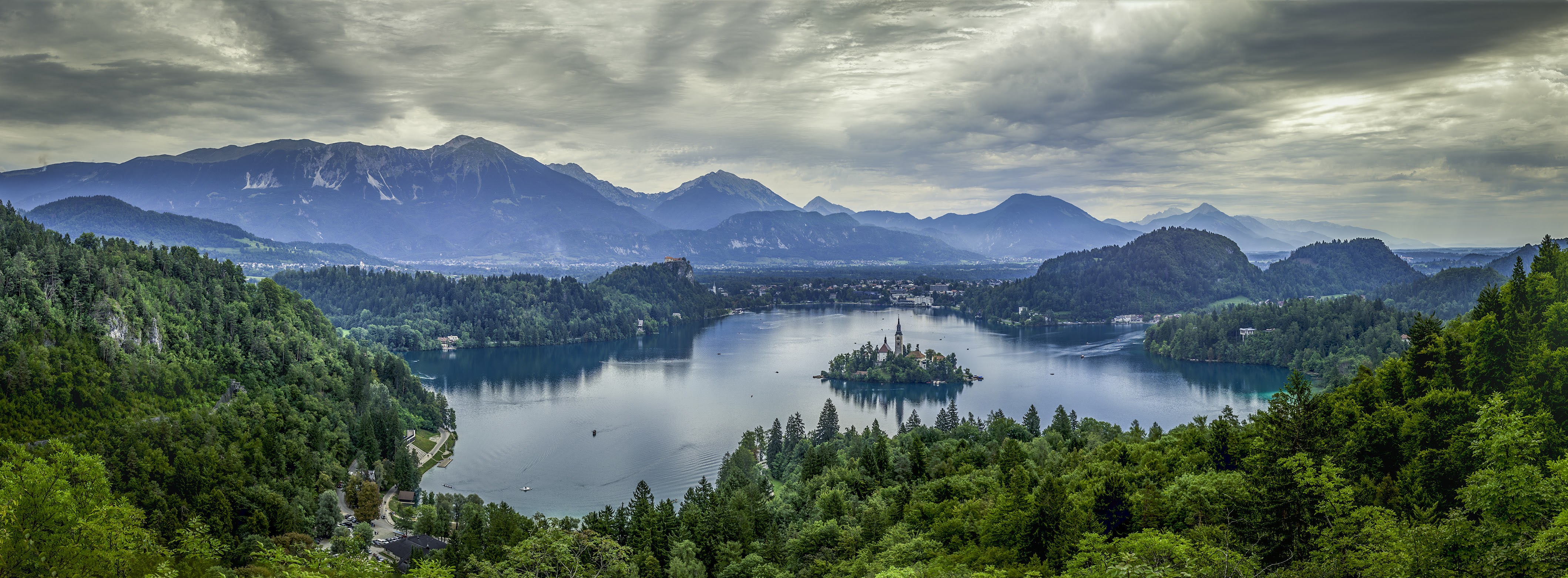
Le lac en août 2017.